# 時の流れに身をまかせ
「時の流れに身をまかせ」（ときのながれにみをまかせ）は、テレサ・テンの16作目のシングル曲。1986年2月21日にトーラスレコード（現・ユニバーサルミュージック）から発売。英語でのタイトルは、"I only care about you"。また、テレサ自身によって、「我只在乎你」というタイトルで中国語版としても発売された。 

## 概要
「つぐない」、「愛人」に続き、作詞・荒木とよひさ、作曲・三木たかしのコンビ作品の3曲目である。なお前2作品はマイナー調の曲だったが、同曲はメジャー調に仕上がっている。
第19回日本有線大賞および、第19回全日本有線放送大賞（年間）で、それぞれ史上初となる3年連続のグランプリを受賞した。なお、東西の有線大賞3年連続同時大賞・グランプリ達成という記録は彼女のみである。
1986年度と1987年度の日本音楽著作権協会（JASRAC）発表による楽曲別の著作権使用料分配額（国内作品）で、2年連続で年間トップ10にランクインされた唯一の楽曲となった。

## 収録曲

### オリジナル盤（1986年盤）
1. 時の流れに身をまかせ
作詞：荒木とよひさ　作曲：三木たかし　編曲：川口真
  - 1986年の『第37回NHK紅白歌合戦』と、1991年の『第42回NHK紅白歌合戦』で2度歌われている。また、2010年の『第61回NHK紅白歌合戦』では徳永英明によって歌われ、2023年の『第74回NHK紅白歌合戦』ではJUJUによって歌われた。
  - 2005年にNHKが行ったアンケート「スキウタ〜紅白みんなでアンケート〜」では、本楽曲が紅組の35位にランクインした。
  - 2010年に、中国人歌手、エンレイの歌唱によって「時の流れに身をまかせ パートII」というタイトルでアンサーソングが制作された。
2. 黄昏
作詞：荒木とよひさ　作曲・編曲：川口真

### 1988年盤
1. 時の流れに身をまかせ
2. 別れの予感
作詞：荒木とよひさ　作曲：三木たかし　編曲：林有三

### 1989年盤
1. 時の流れに身をまかせ
2. 女の生きがい
作詞：山上路夫　作曲：平尾昌晃　編曲：森岡賢一郎

## 「時の流れに身をまかせ」のカバー
- フェイ・ウォン （1996年の香港電台の『十大中文金曲』受賞式で、テレサ・テンを偲んで歌われた『我只在乎你』）
- チョーヨンピル（趙容弼『ベストセレクション〜想いで迷子〜』に収録）
- CHARA (映画スワロウテイルの劇中で披露された)
- 夏川りみ（カバー・アルバム『歌さがし〜アジアの風〜』に収録）
- 五木ひろし（テレサとの合成デュエット。同じ形式で五木の曲「そして…めぐり逢い」の合成デュエット版も制作、発売された）
- 葛城ユキ
- 加藤登紀子（アルバム『SONGS うたが街に流れていた』に収録）
- 桂銀淑
- 幸田聡子（演奏のみ）
- 小林幸子（アルバム『K』に収録。1番は日本語で、2番以降は北京語で歌われるという形式）
- ジャッキー・チェン（テレサとの北京語による合成デュエット。テレサの死後、かつてテレサと交際していたジャッキーの想いから制作されたもの）
- Take6（英語詞。スバル・アウトバックCMソング）
- 徳永英明（カバー・アルバム『VOCALIST 4』に収録。シングルとしても発売）
- つるの剛士（カバー・アルバム『つるのうた2』に収録）
- 内藤やす子 （カバー・アルバム『SONGS II』に収録）
- 中西圭三 - アルバム『結晶』（2002年）
- 保刈あかね（オムニバスアルバム『スター☆ヒットパレード 昭和の名曲アレンジベスト盤』に収録）
- 市川由紀乃 - アルバム『市川由紀乃 全曲集 2007～日本歌謡名曲選～』に収録。（2007年）
- マルシア（オムニバスアルバム『昭和おとなカヴァーII』に収録）
- 村上てつや（ゴスペラーズ）（テレサとの合成デュエット。2010年発売のテレサのアルバム『デュエット&ベスト 新生』に収録）
- 森進一
- 八代亜紀
- LOVER'S CONCERTO
- リチャード・クレイダーマン（ピアノ演奏）
- 女子十二楽坊（カバーアルバム『THE BEST OF COVERS』に収録）
- ビビアン・スー - アルバム『Natural Beauty』に収録。（2011年）
- 岩佐美咲（カバーアルバム『リクエスト・カバーズ』に収録）
- Acid Black Cherry（カバー・アルバム『Recreation 3』に収録）
- 桑田佳祐（ライブビデオ『昭和八十三年度!ひとり紅白歌合戦』に収録）
- 周影 - 讓我愉快愛一次（広東語、アルバム『還仍然想我嗎』に収録）
- 土佐拓也（コンピレーションカバーアルバム『On/Off ～ハートフルボイス～』（2013年11月20日発売、テイチクエンタテインメント）に収録）[2]
- 酒井法子 - アルバム『涙ひとつぶ』に収録（2014年）
- Tiara - アルバム『Lady ~ Tiara Love Song Covers~ 』に収録（2014年）
- 吉幾三 - アルバム『あの頃の青春を詩う vol.2』に収録。（2014年）
- 畠山美由紀 - 『歌で逢いましょう』に収録（2014年）
- 春野寿美礼（宝塚歌劇団OGによるカバーアルバム『麗人 REIJIN -Showa Era-』（2015年7月1日、ビクターエンターテインメント）に収録）[3]
- う〜みアルバム(時の流れに身をまかせ)に収録
- 花見桜こうき - アルバム『花見便り～俺の女唄名曲集～』に収録。（2015年）
- 羅美儀 （中国語、アルバム『Bonnie』に収録）
- 由紀さおり（カバーアルバム『あなたと共に生きてゆく〜由紀さおり テレサ・テンを歌う〜』（2016年7月27日発売）に収録）[4]
- 氷川きよし - アルバム『新・演歌名曲コレクション6 -碧し-』に収録。（2017年）
- 鄧紫棋（ワールドツアー『Queen of Hearts』台北公演(2018年3月24-25日)にて、普通話と閩南語で披露)
- ロン・モンロウ
- 加納ひろし - アルバム『荒木とよひさ作品集』に収録。（2019年）
- 西田あい（カバー・アルバム『アイランド・ソングス　～私の好きな愛の唄～』（2019年12月4日発売）に、鹿児島弁に訳詞したものを収録）
- 石原詢子
- 石川さゆり
- 一青窈・坂本冬美
- 平山みき、松浦亜弥
- ゆう十(アルバム(utopia)にduet with テレサ・テンとして収録)
- 岡崎倫典（アコースティックギターリスト：2010年〝テレサ・テン〟カバーアルバム〝Eternal〟（日本コロムビア）よりリリース。アルバム最後にアコースティックギター5本を重ね、テレサ・テンのヴォーカルとのデュエット「時の流れに身をまかせ」を収録
- Ms.OOJA - カバーアルバム『流しのOOJA 2 ～VINTAGE SONG COVERS～』（2022年）に収録。
- JUJU - カバーアルバム『スナックJUJU ～夜のRequest～『帰ってきたママ』』（2023年）に収録[5]。
- Spicy Sessions - 黒沢薫(ゴスペラーズ)・中西アルノ(乃木坂46)がMCを務める番組内にて夏川りみをゲストに招いた際に3人でのセッションを披露。夏川りみは2番のサビにおいて中国語での歌唱を披露。
- 雨宮天 - 歌謡曲カバーライブイベント『第五回 雨宮天 音楽で彩るリサイタル』で披露され、さらにカバーアルバム『COVERSⅢ – Sora Amamiya Favorite Songs –』（2025年）に収録。